# Alexander Grundner-Culemann
Alexander Grundner-Culemann (auch Alexander Culemann; * 28. September 1885 in Braunschweig; † 16. Juli 1981) war ein deutscher Forstmann und Politiker. Er wirkte vor allem in Goslar, zunächst als Stadtforstmeister und von 1952 bis 1958 als Oberbürgermeister der Stadt.

## Leben und Wirken
Alexander Culemann entstammte einer alten braunschweigischen Forstfamilie. Nach dem frühen Tod seines Vaters, Oberförster A. Culemann, adoptierte ihn sein Onkel August Friedrich Julius Grundner, seinerzeit Landforstmeister und Kammerrat in Braunschweig. Seither nannte er sich Alexander Grundner-Culemann. Von 1895 bis 1904 besuchte er das Gymnasium in Wolfenbüttel, an dem er auch das Abitur ablegte. Darauf folgte unmittelbar eine forstliche Lehre im staatlichen Forstamt Stiege im Harz sowie anschließend das Studium der Forstwissenschaften an den Universitäten München und Gießen sowie an der Königlich Preußischen Forstakademie Hann. Münden. Nach dem Referendarexamen 1910 kehrte er für sein Referendariat in sein Heimatland zurück und schloss dieses 1913 mit dem Assessorexamen ab.
Der Erste Weltkrieg unterbrach dann seinen weiteren beruflichen Werdegang, den er erst nach der Ableistung des Kriegsdienstes als Reserveoffizier – dabei wurde Alexander Grundner-Culemann mit dem Eisernen Kreuz I. Klasse ausgezeichnet – weiter verfolgen konnte. Ab 1918 begann er seine Assessorenzeit im braunschweigischen Staatsdienst als Mitarbeiter der Forsteinrichtungsanstalt. Doch bereits 1921 übertrug ihm die Stadt Goslar die Leitung ihres Stadtforstamtes, das er dann bis 1952 verwaltete. Wie schon sein Amtsvorgänger Carl Reuß war sich auch Grundner-Culemann der außerwirtschaftlichen Bedeutung des seinerzeit 3000 Hektar großen Kommunalwaldes bewusst und förderte die Nutzung von dessen Erholungs- und Erlebniswert für den Tourismus. Er entwickelte den Stadtforst zum bevorzugten Fremdenverkehrszentrum des Nordharzes, indem er das Waldwegenetz vorbildlich ausbauen, Ruhebänke aufstellen sowie Schutzhütten und andere Erholungseinrichtungen errichten ließ. In die sonst reinen Fichtenbestände ließ er aus forstästhetischen Gesichtspunkten Mischhölzer einbringen, vertrat als Forstmann alter Schule ansonsten allerdings eine ausgesprochen konservative Waldwirtschaft. Jedoch ist es seiner Wirtschaftsweise zu verdanken, dass alle Krisenzeiten und aufgezwungenen Holzeinschläge während seiner Amtszeit das Vorratsgefüge des Stadtforstes nicht zu beeinträchtigen vermochten und somit stets eine nachhaltige Forstwirtschaft gewährleistet war.

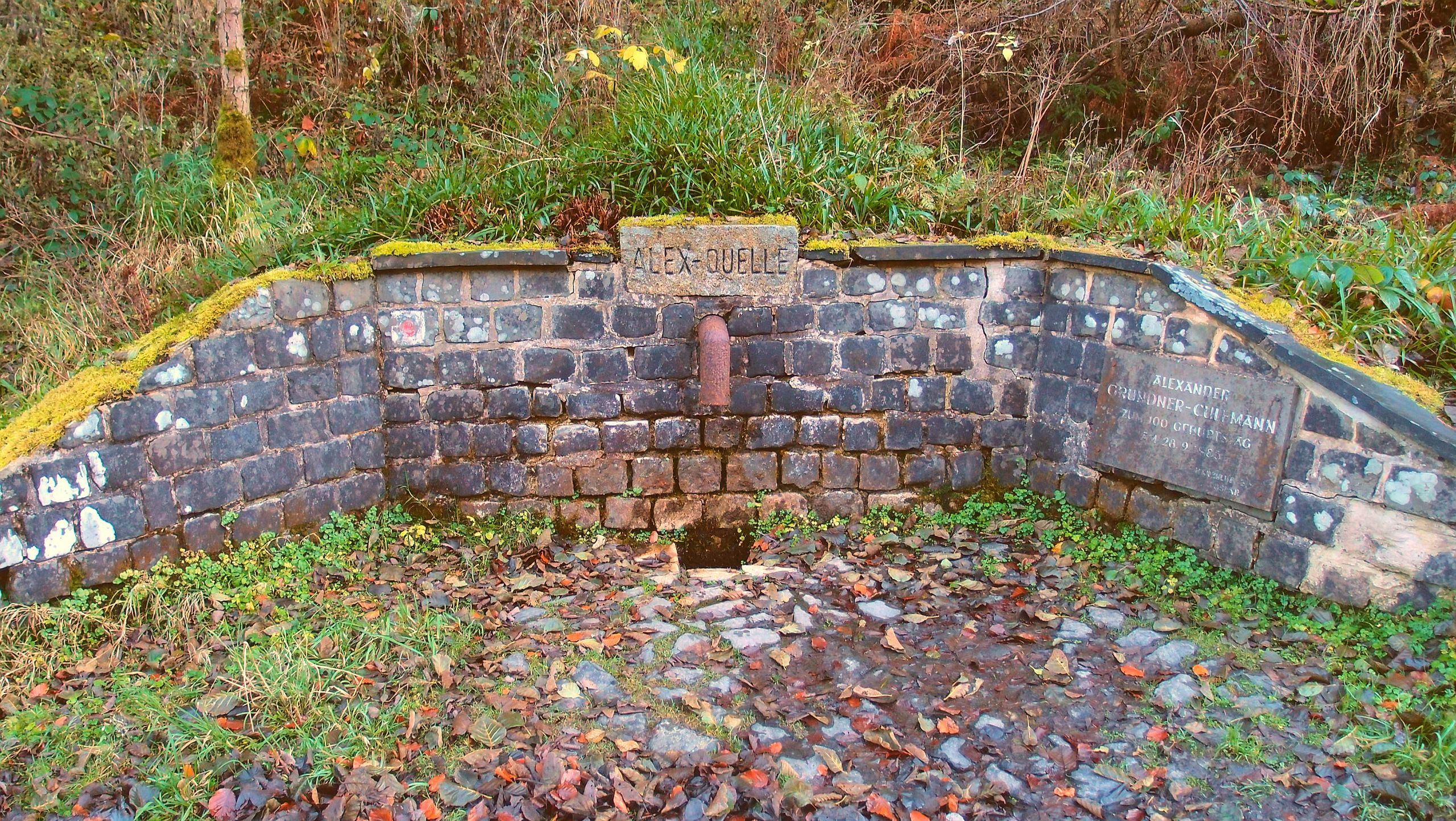
Alex-Quelle

Daneben leitete Grundner-Culemann jahrelang die Heeresfachschule für Forstwirtschaft in Goslar, betätigte sich als Geschäftsführer des Gemeindewaldbesitzerverbandes der Provinz Hannover und als Naturschutz- und Jagdbeauftragter für den Stadtkreis Goslar. Der Tradition entsprechend übernahm er von 1921 bis 1935 und von 1949 bis 1952 auch den Vorsitz des Harzklub-Zweigvereins Goslar. Weiter betätigte er sich als Heimatforscher, war Mitglied des Geschichts- und Heimatschutzvereins und des Museumsvereins Goslar und veröffentlichte unter anderem Untersuchungen zu Flurnamen aus dem Raum Goslar. Eine von ihm angelegte Mineraliensammlung ging in das Eigentum des Naturwissenschaftlichen Vereins Goslar über.

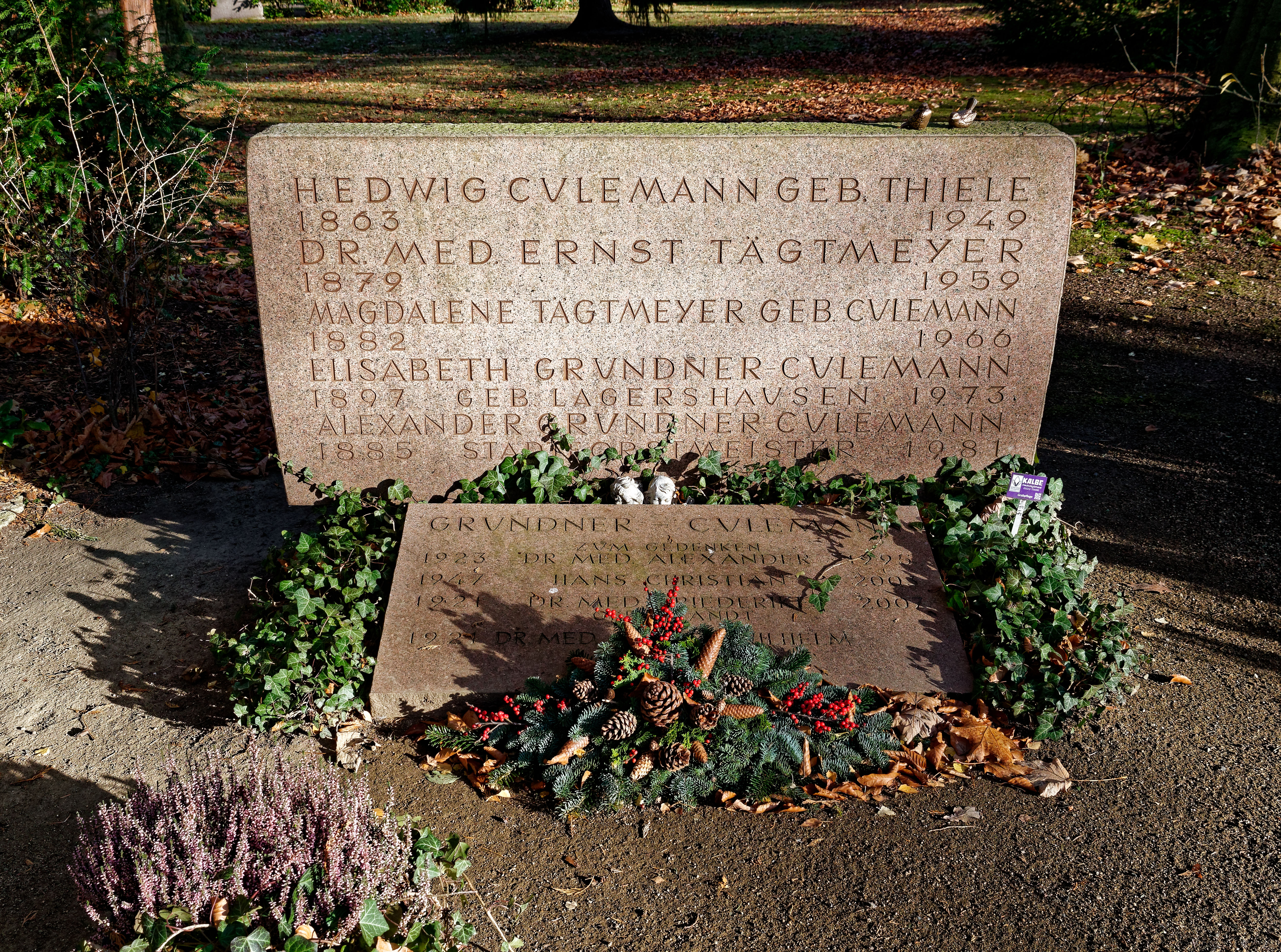
Grabstelle auf dem Alten Friedhof in Goslar

Nach seiner Pensionierung betätigte er sich auch intensiver politisch und wurde als Ratsherr in die Stadtvertretung der Stadt Goslar gewählt. Von 1952 bis 1958 hatte Alexander Grundner-Culemann das Amt des Oberbürgermeisters von Goslar inne. Im Jahr 1964 zog er sich aus der Kommunalpolitik zurück.
Am 13. März 1959 erhielt er das Bundesverdienstkreuz I. Klasse für seine Verdienste um die Stadt Goslar verliehen. Im Goslarer Ortsteil Ohlhof erinnert die Grundner-Culemann-Straße an ihn. Ebenso wurde die direkt an der Granetalstrasse gelegene und vom Harzklub ausgemauerte Alex-Quelle anlässlich seines 100. Geburtstages nach ihm benannt.
Grundner-Culemann starb am 16. Juli 1981.

## Schriften
- Die Flurnamen des Stadtkreises Goslar, Beiträge zur Geschichte der Stadt Goslar
  - Teil 2: Namen aus dem Bereiche der Stadtforst, Beiträge zur Geschichte der Stadt Goslar (Band 19), Goslar 1960
  - Teil 3: Namen aus dem Bereich der Feldmark und der Klosterforst, Beiträge zur Geschichte der Stadt Goslar (Band 22), Goslar 1966
- Die Goslarer Hut und Weide von ihren Anfängen bis zu den Gemeinheitsteilungen im 19. Jahrhundert. Beiträge und Quellen, Beiträge zur Geschichte der Stadt Goslar (Band 31), Goslar 1977